# Pawilon ogrodowy w Pińczowie

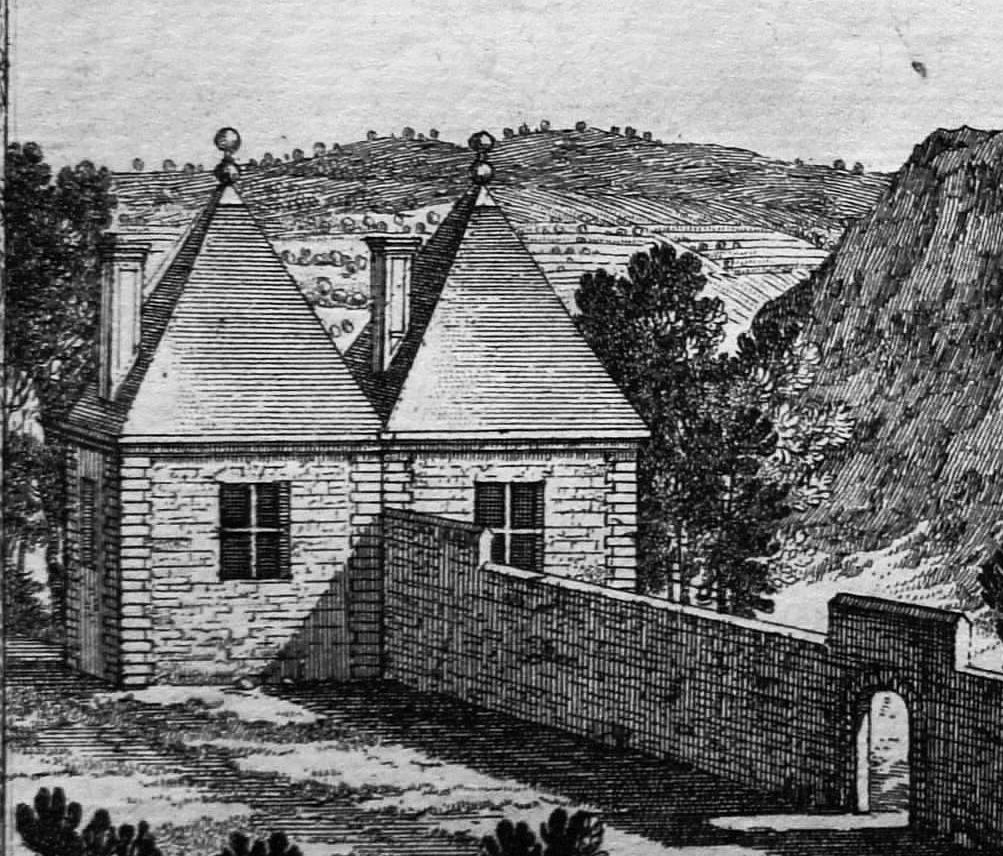
Widok na nieistniejące bliźniacze pawilony ogrodowe w Pińczowie od południowego wschodu według rys. Erika Jönsona Dahlbergha z 1657 r.

Pawilon ogrodowy w Pińczowie (zwany też basztą ogrodową) wzniesiony w końcu XVI w. według projektu Santi Gucciego z fundacji Zygmunta Myszkowskiego. Jest to manierystyczna niewielka budowla założona na planie pięcioboku o gładkich ścianach obłożonych płytami z wapienia pińczowskiego, nakryta namiotowym dachem gontowym; z dwóch stron (od strony miasta) znajdują się małe półkoliste okienka, od strony ogrodu duże okna profilowane, zamknięte półkolistymi obramieniami. Budowla jest zwieńczona gzymsem ze smukłymi konsolami, podpierającymi wysunięte płyty okapu. Na elewacji od strony ogrodu znajduje się wejście do pomieszczenia w przyziemiu; dostęp na piętro był możliwy przez ganek z którego do dzisiaj pozostały silnie wysunięte wytworne konsole. Na piętrze znajduje się ozdobny portal wejściowy, złożony z oprofilowanej ramy oraz nadproża z gzymsem i fryzem, który ożywiono kartuszem z herbem Jastrzębiec i rozwianymi wstęgami.
Baszta wraz z ogrodem i czterema innymi (nie zachowanymi do dzisiaj) pawilonami ogrodowymi stanowiła niegdyś integralną część wielkiego założenia zamkowego Myszkowskich.